# 穆拉亚清真寺
穆拉亚清真寺（阿拉伯语：‎ Masjid Al-Muallaq, 希伯來語：‎ Misgad Al-Muallak）又名"查希尔·欧麦尔清真寺"(阿拉伯语：‎) 是以色列阿卡的一个清真寺。

## 历史
该清真寺由阿卡的阿拉伯统治者查希尔·欧麦尔建于1758年。其所在庭院原为十字军建筑的遗址，后来曾是该城的热那亚区的大门。1746年以前，该建筑被阿卡的犹太居民用作犹太会堂， 称为Ramchal犹太会堂。 犹太人拥有这幢建筑，直到查希尔将它改造成清真寺，另外补偿一座位于犹太区的建筑物。犹太会堂的残余特征包括放圣约柜的壁龛和希伯来语题字。

## 建筑
清真寺坐落在阿卡旧城市场的边缘，清真寺的入口位于原叫拜楼底座下方，但叫拜楼已在1950年被市政当局以公共安全风险理由拆除。清真寺主要包括一个方形的祈祷大厅, 一个三重圆顶的门廊在祷告大厅的入口处。在祷告大厅旁边是一个小房间, 目前用作图书馆。 一座有顶楼梯通向下面的庭院。